# Kumrovec
Kumrovec (pronunciació croata: [kûmroʋet͡s]) és un poble de la part nord de Croàcia, part del comtat de Krapina-Zagorje. Es troba al riu Sutla, al llarg de la frontera croata-eslovena. El municipi de Kumrovec té 1.588 habitants (2011), però el poble només té 267 persones. Allí va néixer el president iugoslau Josip Broz Tito, en una casa campestre que ara és un museu.
El 24 de novembre de 1935, els Germans del drac croat van aixecar un monument a l’himne croat Lijepa naša domovino per celebrar el seu centenari. Kumrovec celebra aquest dia com la seva festa del seu municipal.
El municipi és la seu de l'organització cultural KUD Kumrovec. Té dues capelles catòliques: Kapela sv. Rok es va construir el 1963 i Kapela Majke Božje Snježne es va construir el 1639.